# Charles Marie Auguste de Beaumont d’Autichamp

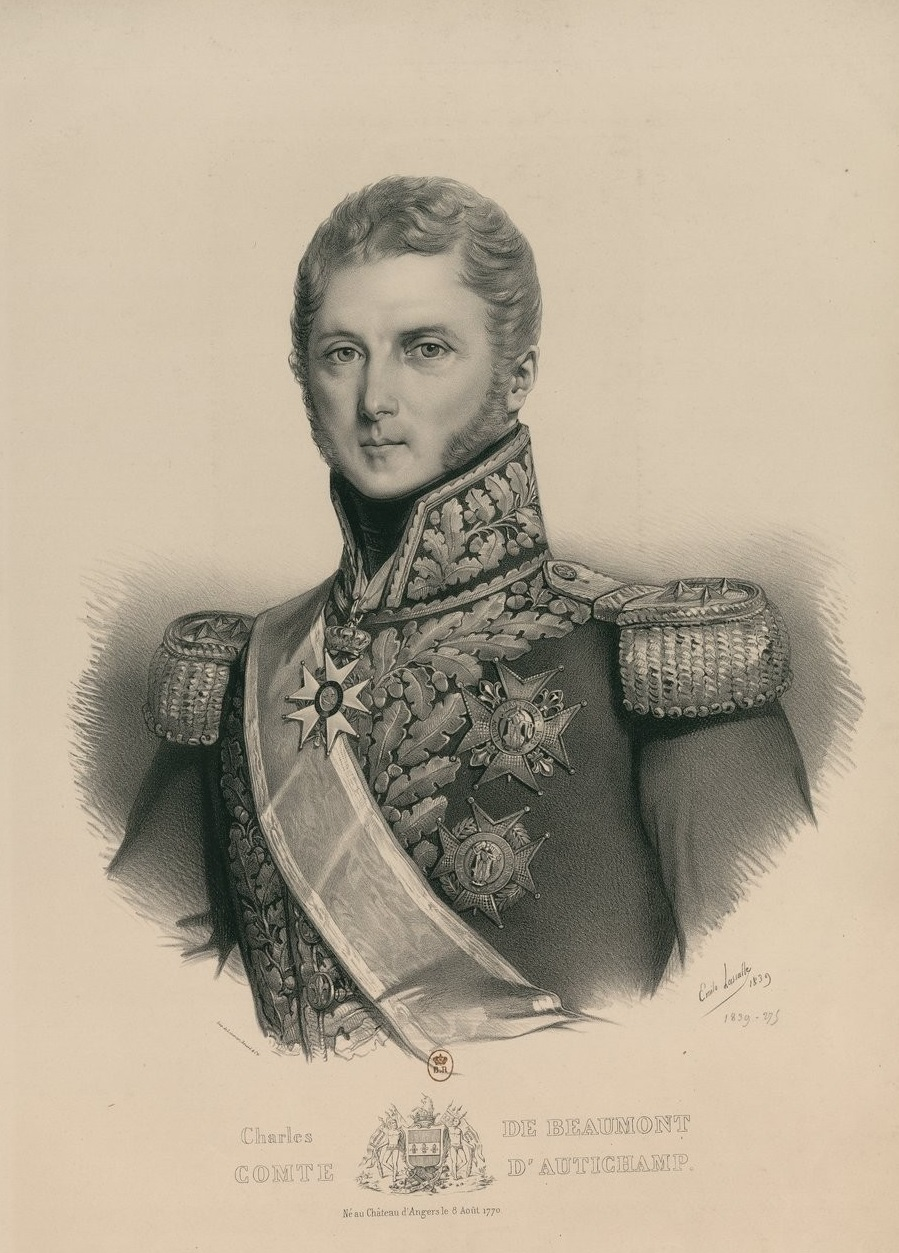
Charles Marie Auguste de Beaumont d’Autichamp

Charles Marie Auguste de Beaumont, comte d’Autichamp (* 8. August 1770 in Angers; † 6. Oktober 1852 in Lhoumois) war ein französischer Général de division.

## Leben
Autichamp war Gardekapitän in Paris und seit 1792 einer der tätigsten Führer des Aufstandes der Vendée. Er unterwarf sich aber 1800 im Vertrag von Montfaucon und trat in Bonapartes Dienste, wurde nach dessen Fall Lieutenant-général und Pair und suchte während der Hundert Tage in Anjou einen Aufstand zu Gunsten der Bourbonen zu erregen.
Er befehligte 1823 die erste Division der französischen Armee in Spanien, trat nach der Julirevolution 1830 von neuem an die Spitze der unruhigen Vendéer und wurde deshalb 1833 in contumaciam zum Tod verurteilt, jedoch amnestiert.
Zurück gezogen starb er am 6. Oktober 1852.